# Samdhan
Samdhan is een nagar panchayat (plaats) in het district Kannauj van de Indiase staat Uttar Pradesh. 

## Demografie
Volgens de Indiase volkstelling van 2001 wonen er 25.310 mensen in Samdhan, waarvan 53% mannelijk en 47% vrouwelijk is. De plaats heeft een alfabetiseringsgraad van 35%. 